# Alkeencarbonzuur

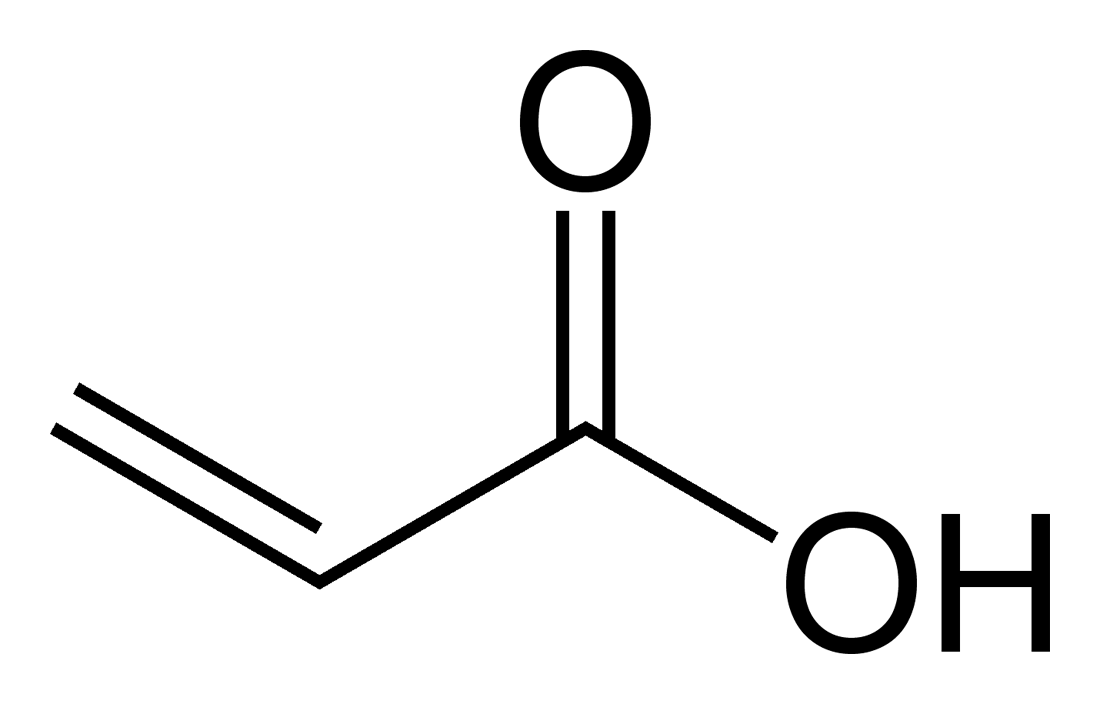
Structuurformule van acrylzuur, een geconjugeerd alkeencarbonzuur.

Een alkeencarbonzuur is een organische verbinding met zowel een carbonzuur als één of meer dubbele bindingen. Deze dubbele bindingen kunnen al of niet geconjugeerd zijn met de carbonylgroep.

## Geconjugeerde alkeencarbonzuren
Een speciale groep alkeencarbonzuren wordt gevormd door die zuren waarin de dubbele binding geconjugeerd is met de zuurgroep. Onderlinge beïnvloeding van reactiviteit (bijvoorbeeld door vinylogie) treedt dan op. Voorbeelden van dergelijke verbindingen zijn acrylzuur en methacrylzuur.

## Onverzadigde vetzuren
Als het aantal koolstofatomen in de carbonzuurketen groter wordt, spreekt men over vetzuren. Wanneer daar één of meer dubbele bindingen in voorkomen, worden dit onverzadigde vetzuren genoemd. Op deze wijze zijn alkeencarbonzuren biologisch belangrijke stoffen.